# 威克斯岩
62°14′S 59°3′W / 62.233°S 59.050°W

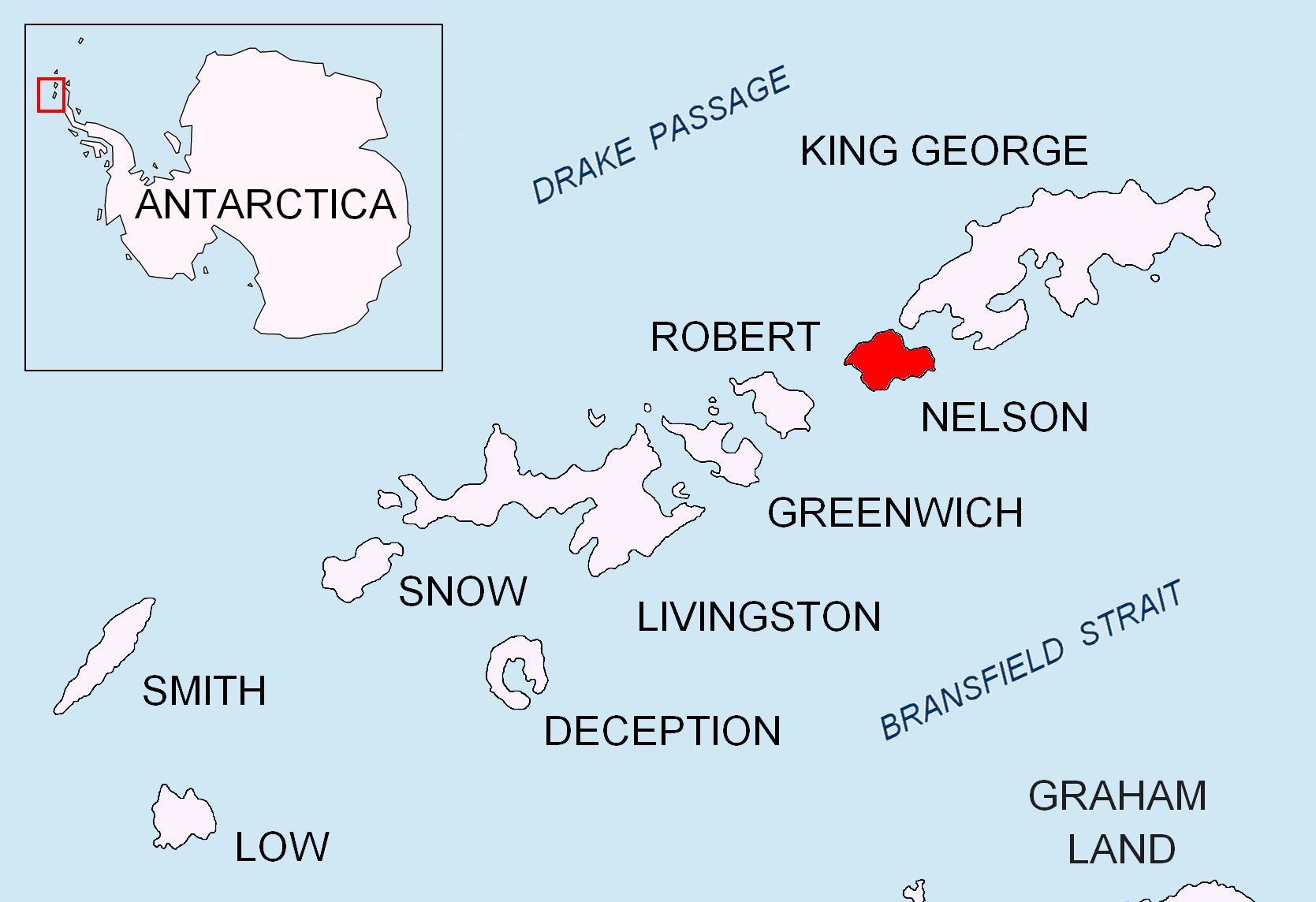
位於南設得蘭群島的納爾遜島

威克斯岩（英語：Weeks Stack）是一個海堆積岩，位於南設得蘭群島的菲爾德斯海峽北部納爾遜島的北端。英國南極洲地名委員會於1961年以英國倫敦捕海豹船霍雷肖（Horatio）船長維克斯（Weeks）命名，1820年至1821年抵達南設得蘭群島。